# Forår i Moskva
Forår i Moskva (russisk: Весна в Москве) er en sovjetisk musicalfilm fra 1953 produceret af Lenfilm og instrueret af Iosif Chejfits og Nadesjda Kosjeverova.

## Handling
Filmen er en komediefilm i musicalformat baseret på et teaterstykke efterkrigstidens sovjetiske ungdom.

## Medvirkende
- Galina Korotkevitj som Nadezjda
- Vladimir Petrov som Mikhail
- Jurij Bublikov som Jasja
- Anatolij Kuznetsov som Ivan
- Vladimir Taskin som Aleksandr Petrov